# Andira pisonis
Andira pisonis är en ärtväxtart som beskrevs av George Bentham. Andira pisonis ingår i släktet Andira och familjen ärtväxter.

## Underarter
Arten delas in i följande underarter:
- A. p. emarginata
- A. p. pisonis
- A. p. puberula